# 16518 Akihikoito
16518 Akihikoito (1990 WF) là một tiểu hành tinh vành đai chính được phát hiện ngày 16 tháng 11 năm 1990 bởi T. Hioki và S. Hayakawa ở Okutama.